# ادبیات عاشورایی
ادبیات عاشورائی شاخه‌ای از ادبیات دینی در حوزهٔ زبان و ادب فارسی است. اصلی‌ترین ویژگی و شاخصهٔ این حوزهٔ کهن از هنر اسلامی است.

## نظم

### کسایی مروزی
اولین سوگنامه کربلا در شعر فارسی توسط کسایی مروزی سروده شد. و در یکی از بهاریه‌های خود ضمن ستایش طبیع و شکوفایی آن به دلیل مصادف شدن بهار با واقعه عاشورا به بیان مقتل سومین امام شیعیان و یارانش می‌پردازد:
| باد صبا درآمد، فردوس گشت صحرا      |  | آراست بوستان را نیسان به فرش دیبا     |
| آمد نسیم سنبل با مشک و با قرنفل    |  | آورد نامه گل باد صبا به صهبا          |
| قمری به یاسمن بر، ساری به نسترن بر |  | نارو به نارون بر، برداشتند غوغا       |
| گلزار با تاسف خندید بی تکلف        |  | چون پیش تخت یوسف رخساره زلیخا         |
| گلشن چو روی لیلی یا چون بهشت مولی  |  | چون طلعت تجلا بر کوه طور سینا         |
| سرخ و سیه شقایق هم ضد و هم موافق   |  | چون مؤمن و منافق پنهان و آشکارا       |
| یاقوت وار لاله، بر برگ لاله ژاله   |  | کرده بدو حواله غواص در دریا           |
| عالم بهشت گشته، عنبر سرشت گشته     |  | کاشانه زشت گشته، صحرا چو روی حورا     |
| ای سبزه خجسته، از دست برف جسته     |  | آراسته نشسته چون صورت مهنا            |
| هم ننگرم سوی تو هم نگذرم سوی تو    |  | دل ناورم سوی تو اینک چک تبرا          |
| کاین مشکبوی عالم وین نوبهار خرم    |  | برما چنان شد از غم چون گور تنگ و تنها |
| بیزارم از پیالهوز ارغوان لاله      |  | ما و خروش و ناله، کنجی گرفته ماوا     |
| دست از جهان بشویم، عز شرف نجویم    |  | مدح و غزل نگویم مقتل کنم تقاضا        |
| میراث مصطفی را فرزند مرتضی را      |  | مقتول کربلا را تازه کنم تولا          |
| آن میر سر بریده در خاک خوابنیده    |  | از آب ناچشیده گشتهاسیر غوغا           |
| بی شرم شمر کافر، ملعون سنان ابتر   |  | لشکر زده بر او بر چون حاجیان بطحا     |
| آن پنج ماه کودک، باری چه کرد ویحک  |  | کز پای تا به تارک مجروح شد مفاجا      |
| بیچاره شهربانو مسقول کرده زانو     |  | بیجاده کرده لءلء بر درد ناشکیبا       |
| آن زینب غریوان اندر میان دیوان     |  | آل زیاد و مروان نظاره گشته عمدا       |
| بر مقتل ای کسایی برهان همی نمایی   |  | گر هم بر این بپایی بی خار گشت خرما    |
| مومن درم پذیرد تا شمع دین بمیرد    |  | ترسا به زر بگیرد سم خر مسیحا          |
| تا زنده‌ای چنین کن دلهای ما حزین کن |  | پیوسته آفرین کن بر اهلبیت زهرا        |

### سیف فرغانی
بخش اندکی از قصیدهٔ سیف فرغانی (قرن ششم و متعلق به سرزمین کنونی فرغانه در ازبکستان) در مصیبت حسین و یاران او:
| ای قوم، در این عزا بگریید |  | برکشتهٔ کربلا بگریید       |
| در ماتم او خمش مباشید     |  | یا نوحه کنید، یا بگریید   |
| اشک از پی چیست؟ تا بریزید |  | چشم از پی چیست؟ تا بگریید |

### محتشم کاشانی
همچنین شعر معروف محتشم کاشانی (سدهٔ ۱۰ قمری) در رثای واقعه کربلا که اینگونه آغاز می‌شود:
| باز این چه شورش است که در خلق عالم است |  | باز این چه نوحه و چه عزا و چه ماتم است؟ |
| باز این چه رستخیز عظیم است؟ کز زمین    |  | بی نفخ صور، خاسته تا عرش اعظم است       |
| این صبح تیره باز دمید از کجا کزو       |  | کار جهان و خلق جهان جمله در هم است      |
| گویا طلوع می‌کند از مغرب آفتاب          |  | کآشوب در تمامی ذرات عالم است            |
| گر خوانمش قیامت دنیا، بعید نیست        |  | این رستخیز عام، که نامش محرم است        |

## نثر

### جوهری
طوفان البکاء فی مقاتل الشهداء از معروف‌ترین مقاتل فارسی و به نثر و نظمی روان و استوار است.
این کتاب اثر جوهری هراتی فرزند محمدباقر مروی (هروی؟) شاعر فارسی‌سرای مرثیه‌گوی سده سیزدهم است.
وی در اواخر عمر به اصفهان رفت و از یاران نزدیک سیدمحمدباقر شفتی، فقیه بزرگ آن روزگار، گردید و در ۱۲۵۳ در همان‌جا درگذشت و در گورستان آب‌بخشان، از محلات قدیمی اصفهان، به خاک سپرده شد.
جوهری در مقدمه طوفان البکاء نوشته‌است که به علت ناسازگاری روزگار از زادگاه خود هجرت کرد. مدتی به سیاحت پرداخت، سپس سال‌ها در قزوین اقامت گزید. وی در قزوین به درگاه رکن‌الدوله (متوفی ۱۲۸۹)، نواده فتحعلی‌شاه و حاکم صایین‌قلعه، پیوست و شش سال در خدمت او بود و ضمن مدح او، به قصیدهگویی و غزلسرایی پرداخت و از او لقب افصح‌الشعرا گرفت. وی به تشویق ملامحمد صالح و آقاصالح خانبان، از فضلا و اعیان قزوین، طوفان‌البکاء را دربارهٔ مصائب اهل بیت، در مدت دو سال نوشت. در پایان طوفان‌البکاء، تاریخ خاتمه آن را ۱۲۵۰ ذکر کرده‌است.